# نحت حجري

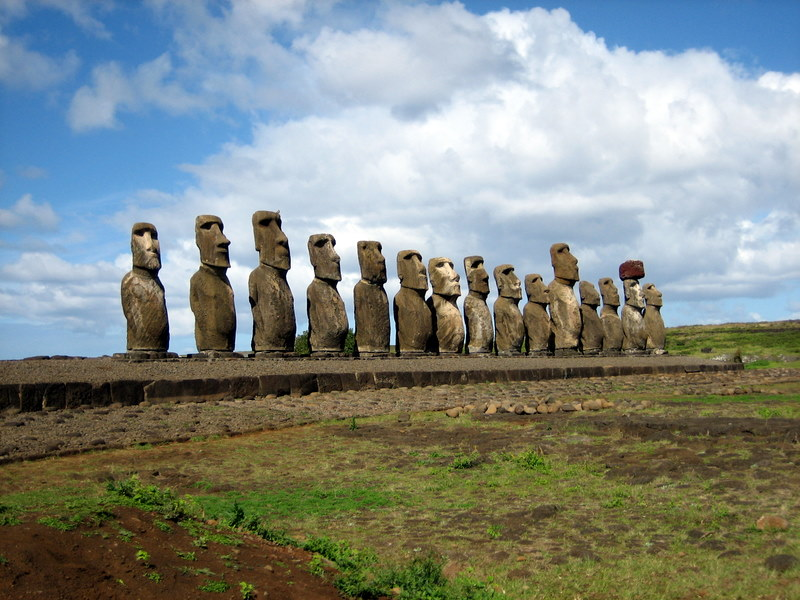
شخصيات بشرية من الحجر المنحوت ، تعرف باسم مواي ، في جزيرة الفصح

المنحوتة الحجرية هي غرض مصنوع من الحجر الذي تم تشكيله عن طريق النحت، أو تم تجميعه لعمل شكل ثلاثي الأبعاد مثير للاهتمام. الحجر متين أكثر من أغلب المواد البديلة، الذي يجعله مهم بشكل خاص في النحت معماري علي خارج المباني.
يتضمن نحت الحجر عددًا من التقنيات حيث يتم تشكيل قطع من الحجر الطبيعي الخام عن طريق الإزالة المضبوطة للحجر. نظرًا لاستمرارية المواد، يمكن العثور على أدلة على أنه حتى أقدم المجتمعات المنغمسة في شكل من أشكال الأعمال الحجرية، على الرغم من أنه ليس في جميع مناطق العالم وفرة من الحجر الجيد للنحت مثل مصر، بلاد فارس (إيران)، اليونان، الوسطى أمريكا والهند ومعظم دول أوروبا. في كثير من الأحيان، كما هو الحال في النحت الهندي، فإن الحجر هو المادة الوحيدة التي نجت من النحت الضخم القديم (إلى جانب التراكوتا الصغيرة)، على الرغم من أنه من المؤكد أنه كان هناك المزيد من النحت الخشبي الذي تم إنشاؤه في ذلك الوقت.
الـنقوش (وتسمى أيضا النقوش الصخرية) ولعل أقرب نموذج: الصور التي تم إنشاؤها عن طريق إزالة جزء من سطح الصخور التي لا تزال في الموقع، من خلال النقش النقر، النحت، والكشط. النقوش الصخرية، المنحوتة في الصخور «الحية»، هي مرحلة أكثر تقدمًا من هذا. يغطي النحت الضخم الأعمال الكبيرة والنحت المعماري المرتبط بالمباني. تاريخيا، تم طلاء الكثير من هذه الأنواع، عادة بعد تطبيق طبقة رقيقة من الجص. نحت الحجر الصلب هو النحت لأغراض فنية من الأحجار شبه الكريمة مثل اليشم، العقيق، الجزع، البلور الصخري، الكرنيليان أو العقيق، والمصطلح عام لشيء مصنوع بهذه الطريقة. المرمر أو الجبس المعدني وهو معدن ناعم يسهل نحته للأعمال الصغيرة ولا يزال متينًا نسبيًا. الجواهر المنقوشة عبارة عن أحجار كريمة منحوتة صغيرة، بما في ذلك النقش، تستخدم في الأصل كخواتم.
إن نحت الحجر لتماثيل هو نشاط أقدم من الحضارة نفسها، ربما يبدأ بالصور المقطوعة على جدران الكهوف. كانت منحوتات ما قبل التاريخ عادة أشكالًا بشرية، مثل فينوس ويليندورف والتماثيل المجهولة للثقافات السيكلادية في اليونان القديمة. استنبطت الثقافات اللاحقة الأشكال الحيوانية والحيوانية والمجردة في الحجر. استخدمت الثقافات الأولى تقنيات الكشط، وتستخدم التكنولوجيا الحديثة مطارق هوائية وأجهزة أخرى. ولكن بالنسبة لمعظم تاريخ البشرية، استخدم النحاتون مطرقة وإزميل كأدوات أساسية لنحت الحجر.

## أنواع الحجر المستخدم في المنحوتات المنحوتة
الحجر الأملس، مع صلابة موس بحوالي 2، هو حجر يعمل بسهولة، ويستخدم عادة من قبل الطلاب المبتدئين في نحت الحجر.
المرمر وأنواع أكثر ليونة من صخور السربنتين، حوالي 3 درجات للكل على مقياس موس، هي أكثر دواما من الحجر الأملس. لطالما كان المرمر منذ فترة طويلة، على وجه الخصوص، محبوب لوضوحه.
الحجر الجيري والحجر الرملي، عند حوالي 4 على مقياس موس، هما الحجران الرسوبيان الوحيدان المنقوشان عادة. يأتي الحجر الجيري في مجموعة متنوعة من الزيوت الشعبية، حوالي ضعف صلابة المرمر، وهو ممتاز للنحت. يمكن أن تصل صخور السربنتين الأقوي أيضًا إلى 4 على مقياس موس.
يبلغ الرخام والجرانيت والعقيق حوالي 6 على مقياس موس. كان الرخام هو الحجر المفضل للنحاتين في التقليد الأوروبي منذ عهد اليونان الكلاسيكية. وهي متوفرة في مجموعة متنوعة من الألوان، من الأبيض إلى الوردي والأحمر إلى الرمادي والأسود. 
أصعب حجر محفور بشكل متكرر هو الجرانيت، عند حوالي 8 على مقياس موس. إنها الأحجار النحتية الأكثر ديمومة، وبالتالي، حجر الصعب للغاية للعمل به. 
أعمدة البازلت، كونها أصعب من الجرانيت، أقل نحتًا في كثير من الأحيان. يأخذ هذا الحجر مظهرًا أسود جميلًا عندما يصقل.

## تماثيل خشنة وغير مكتملة
أشكال الكتلة الخام من التماثيل غير المكتملة معروفة وموجودة في المتاحف. الجدير بالذكر هو تماثيل إخناتون، عصر العمارنة الموجودة في أخيتاتن. أحد النحاتين المعروفين، Thutmose (النحات) ، تم حفر متجره بالكامل في Akhetaten ، مع العديد من أشكال الكتل غير المكتملة.

## عملية النحت الحجري
في الطريقة المباشرة لنحت الحجر، يبدأ العمل عادةً باختيار الحجر للنحت، وسوف تؤثر صفاته على اختيارات الفنان في عملية التصميم. يمكن للفنان الذي يستخدم الطريقة المباشرة أن يستخدم رسومات لكنه يتجنب استخدام نموذج مادي. يتم إنشاء الشكل أو الشكل ذو الأبعاد بالكامل لأول مرة في الحجر نفسه، حيث يقوم الفنان بإزالة المواد، والرسومات على كتلة الحجر، وتطوير العمل على طول الطريق.
من ناحية أخرى، هي الطريقة غير المباشرة ، عندما يبدأ النحات بنموذج محدد بوضوح ليتم نسخه في الحجر. النماذج، عادة ما تكون مصنوعة من الجص أو طين النمذجة، قد تكون بحجم النحت المقصود ومفصلة بالكامل. بمجرد اكتمال النموذج، يجب العثور على حجر مناسب ليلائم التصميم المقصود.  ثم يتم نسخ النموذج بالحجر عن طريق القياس باستخدام الفرجار أو آلة التأشير. يتم استخدام هذه الطريقة بشكل متكرر عندما يتم النحت من قبل النحاتين الآخرين، مثل الحرفيين أو العاملين في النحات.  

يستخدم بعض الفنانين الحجر نفسه كمصدر إلهام. زعم فنان عصر النهضة مايكل أنجلو أن وظيفته كانت تحرير الشكل البشري المخبأ داخل الكتلة. 

### النسخ بواسطة «الإشارة»
نسخ تمثال أصلي من الحجر، والذي كان مهمًا جدًا للتماثيل اليونانية القديمة، والتي تُعرف كلها تقريبًا من النسخ، تم تحقيقه تقليديًا عن طريق «التأشير»، إلى جانب المزيد من الأساليب الحرة. تتضمن الإشارة إعداد شبكة من مربعات الأوتار على إطار خشبي يحيط بالأصل، ثم قياس الموضع على الشبكة والمسافة بين الشبكة والتمثال لسلسلة من النقاط الفردية، ثم استخدام هذه المعلومات للنحت في الكتلة من الذي تم عمل النسخة منه. يشير روبرت مانويل كوك إلى أن الناسخين اليونانيين القدماء قد استخدموا نقاطًا أقل بكثير من بعض النسخ اللاحقة، وغالبًا ما تختلف النسخ بشكل كبير في التكوين وكذلك في النهاية.
الاستعصاءً
عندما يكون مستعدًا للنحت، يبدأ الحفار عادةً بقطع أجزاء كبيرة من الحجر غير المرغوب فيه أو «رميها». لهذه المهمة، قد يختار إزميل نقطة، وهي قطعة طويلة من الصلب الضخمة مع نقطة في أحد طرفيها وسطح ضرب واسع في الطرف الآخر. يمكن أيضًا استخدام أداة الترويج في هذه المرحلة المبكرة؛ وهو إزميل على شكل إسفين بحافة عريضة ومسطحة. أداة الرمي مفيدة لتقسيم الحجر وإزالة القطع الكبيرة غير المرغوب فيها. يختار النحات أيضًا مطرقة، والتي غالبًا ما تكون مطرقة برأس عريض على شكل برميل. يضع النحات نقطة الإزميل أو حافة أداة الرمي مقابل جزء محدد من الحجر، ثم يتأرجح في المطرقة به بضربة محكومة. يجب أن يكون حذرا لضرب نهاية الأداة بدقة؛ أصغر خطأ في الحساب يمكن أن يضر بالحجر، ناهيك عن يد النحات. عندما تتصل المطرقة بالأداة، يتم نقل الطاقة على طول الأداة، وتحطيم الحجر. يعمل معظم النحاتين بشكل إيقاعي، ويديرون الأداة مع كل ضربة حتى تتم إزالة الحجر بسرعة وبشكل متساوٍ. هذه هي مرحلة «التخشين» لعملية النحت.

### التحسين
بمجرد تحديد الشكل العام للتمثال، يستخدم النحات أدوات أخرى لتحسين الشكل. يحتوي إزميل مسنن أو إزميل مخلب على أسطح تلاعب متعددة تخلق خطوطًا متوازية في الحجر. تستخدم هذه الأدوات بشكل عام لإضافة نسيج إلى الشكل. يمكن للفنان تحديد خطوط معينة باستخدام الفرجار لقياس مساحة من الحجر ليتم معالجتها ووضع علامة على منطقة الإزالة بالقلم الرصاص أو الفحم أو الطباشير. يستخدم النحات الحجر عمومًا بضربة ليست عميقة في هذه المرحلة من العملية.

### المراحل النهائية
في النهاية، قام النحات بتغيير الحجر من كتلة خشنة إلى الشكل العام للتمثال النهائي. يتم بعد ذلك استخدام الأدوات المسماة مبرد ومتبرد تقعير (أداة ضيقة ممدودة مع سطح ملف منحني في كل طرف، تستخدم في حفظ الأسطح المقعرة.) لتحسين الشكل إلى شكله النهائي. المبرد هو أداة مسطحة من الصلب ذات سطح خشن. يستخدم النحات ضربات واسعة وكاسحة لإزالة الحجر الزائد مثل الرقائق الصغيرة أو الغبار. متبرد تقعير هو تحريف صغير عن المبرد، والذي يمكن استخدامه لإنشاء تفاصيل مثل ثنيات الملابس أو أقفال الشعر.
المرحلة الأخيرة من عملية النحت هي التلميع. يمكن استخدام ورق الصنفرة كخطوة أولى في عملية التلميع أو قطعة قماش رملية. سنفرة، حجر أصعب وأكثر خشونة من وسائط النحت، يستخدم أيضًا في عملية التشطيب. هذا الكشط، أو التآكل، يبرز لون الحجر، ويكشف عن أنماط في السطح ويضيف لمعانًا. غالبًا ما يتم استخدام القصدير وأكاسيد الحديد لإعطاء الحجر مظهر خارجي عاكس للغاية. اليوم، يستخدم النحاتون العصريون كاشط الماس للرمل في عمليات التشطيب النهائية. يمكن تحقيق ذلك عن طريق منصات اليد في المواد الكاشطة الخشنة إلى الدقيقة التي تتراوح من 36 حصى إلى 3000 حصى. أيضا، منصات الماس مثبتة على الهواء الدوار المبرد بالماء أو الصنفرة الكهربائية تسريع عملية التشطيب.

## التقنيات المعاصرة
في القرن الحادي والعشرين، نما النحت الحجري ليشمل أدوات متقدمة من الناحية التكنولوجية بما في ذلك الروبوتات وأجهزة الكمبيوتر الفائقة والخوارزميات. في عام 2017، عرضت كارين لامونت لأول مرة Cumulus ، تمثالها الذي يبلغ طوله ثمانية أقدام، وطنين ونصف من سحابة الركام المنحوتة من الرخام الإيطالي. لإنشاء العمل، تعاونت LaMonte مع علماء معهد كاليفورنيا للتكنولوجيا لوضع نموذج للظروف اللازمة لإنشاء سحابة تراكمية. ثم كررت نموذج السحابة الناتج في الرخام باستخدام مزيج من الروبوت ونحت اليد. وقال لامونتي لمجلة كالتيك «نادرا ما يبدأ شخص ما في قطع الحجر». «فكر في مايكل أنجلو؛ لقد غمر نموذج الشمع الخاص به لديفيد في الماء، وكشفه طبقة تلو الأخرى ونحت الرخام ليتناسب مع الشكل الناشئ. بعد ثلاث مائة سنة، أنطونيو كانوفا أتقنت آلة لافتا إلى تحويل النقاط الدقيقة من نموذج على الرخام، تليها براءة اختراع 3-D بنيامين Cheverton في منساخ شامل. فقط من خلال استخدام التكنولوجيا، يمكنني أن أجعل المادة الصلبة الشفافة والدائمة غير الملموسة». تطلب التمثال أربعة أسابيع من النحت بواسطة الروبوت، تليها أربعة أسابيع من الانتهاء اليدوي.

## المعرض
- فينوس ويليندورف .

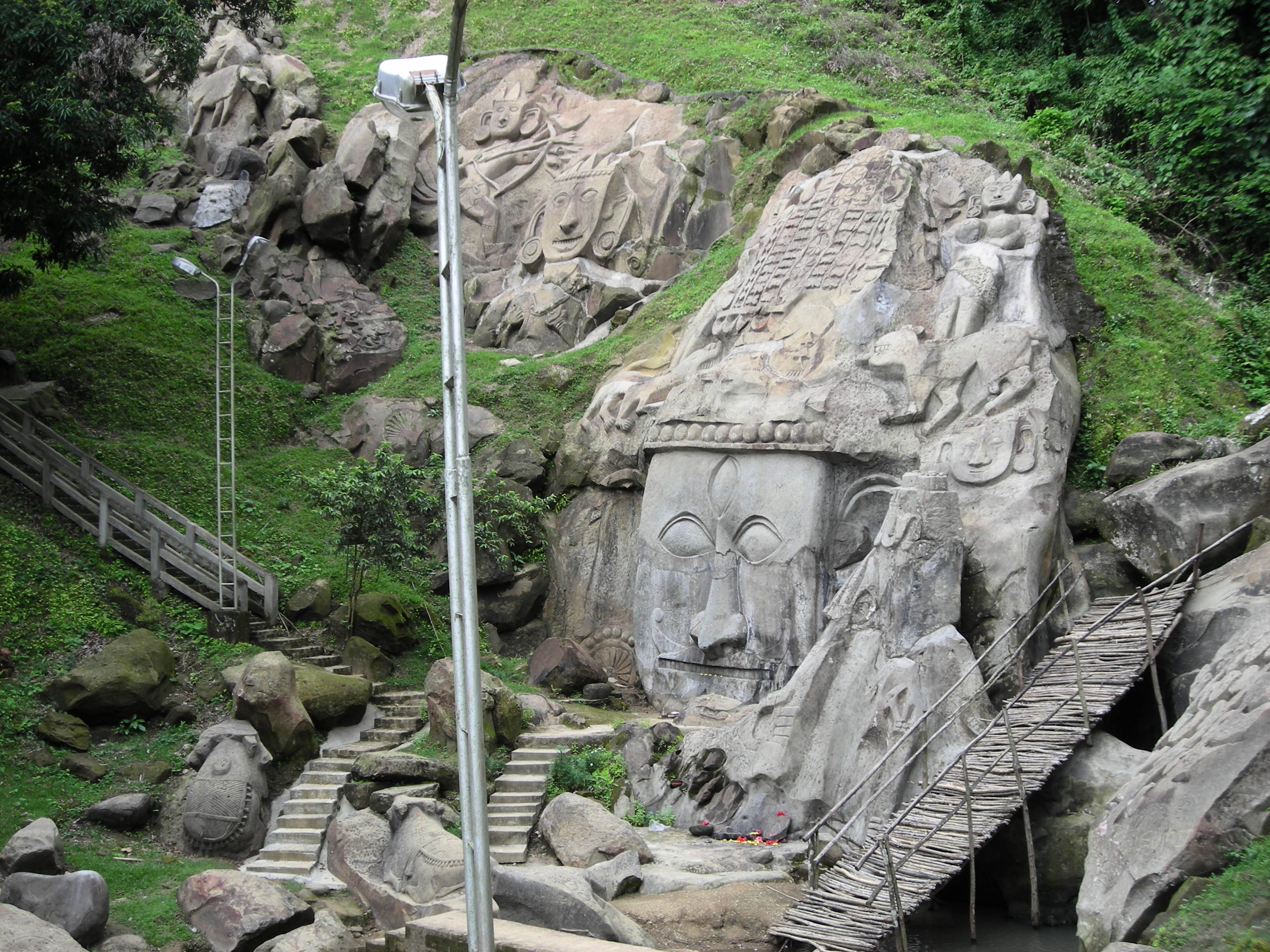
مجموعة Unakoti للنقوش الصخرية لشيفا ، تريبورا ، الهند. القرن ال 11

- " The Dying Gaul " ، نسخة رخامية رومانية من العمل الهلنستي ، في الأصل من البرونز ، من متاحف كابيتولين أواخر القرن الثالث قبل الميلاد ، روما
- باس ريليف ، أواخر القرن التاسع عشر. الحجر الجيري . متحف بروكلين .

## روابط خارجية
- نحت عمود حجري: رمي ، فيديو
- شرح كيفية نحت التفاصيل في النحت الحجري لعربة دلفي ، فيديو
- مجموعة Cesnola للفن القبرصي: النحت الحجري ، كتالوج مجموعة رقمية بالكامل من متحف متروبوليتان للمكتبات الفنية، والذي يحتوي على مواد حول العديد من التماثيل الحجرية